# Општина Горнет (Прахова)
Горнет (рум. Gornet) општина је у Румунији у округу Прахова.
Oпштина се налази на надморској висини од 376 m.